# 발진티푸스
티푸스(typhus) 또는 발진티푸스(typhus fever)는 한냉지역의 이가 많은 비위생적인 환경에 사는 사람들 사이에서 발생하는 병으로, 원인체는 Rickettsia prowazekii이다. 전쟁 또는 기근 등 위생에 신경 쓸 수 없을 때 자주 발생하였다. 티푸스라는 이름은 ‘혼란스러운’이라는 뜻인 그리스어 typhos (τῦφος)에서 왔는데, 이는 이 병에 걸린 환자들의 정신 상태를 반영하는 것이다. 병원균인 리케차는 흡혈성 절지동물에 기생해서 살아간다. 숙주의 체외에서는 오래 살 수 없는 기생의 특징을 그대로 가지고 있다. 티푸스는 장티푸스(typhoid fever)와 이름은 비슷하지만 관계가 없는 질환이다.
비위생적인 숙영지에서 합숙을 하던 병사들 사이에서 빈말하여 병사열(camp fever)이라고도 했다.

## 질병 목록
아래는 티푸스라는 이름을 가진 질병들이다.
| 질환                                   | 병원균                 | 숙주                     | 설명 |
| -------------------------------------- | ---------------------- | ------------------------ | --- |
| 발진티푸스(eruptive typhus)            | Rickettsia prowazekii  | 인간의 이                | 다른 언급 없이 “티푸스”라고만 되어 있는 경우, 발진티푸스를 의미한다. 역사 속에 기록된 티푸스들도 대개 발진티푸스이다. |
| 발진열(typhus fever)                   | Rickettsia typhi       | 쥐 벼룩                  | - |
| 털진드기병(쯔쯔가무시병)(scrub typhus) | Orientia tsutsugamushi | 설치류나 인간의 털진드기 | 위의 두 경우와 달리, “티푸스”라는 이름을 가지긴 하지만, 현재 티푸스로 분류되지 않고 홍반열과 관련된다.                |

## 감염요인
이가 급성 발진티푸스 환자의 혈액을 흡입하여 감염된다. 감염된 이는 분변으로 감염원인 Rickettsia prowazekii을 배설한다. 이는 흡혈과 동시에 배설하게 되는데 이때 배설물을 문지르거나, 이를 눌러 죽일 때 물리거나 벗겨진 상처를 통해 인간에게 감염된다. 감염된 이의 분변을 먼지로 흡입하여 감염되기도 한다.

## 증상
갑작스런 두통, 오한, 발열, 허탈, 전신통이 나타난다. 반상발진이 5~6일째 몸통 상부에 나타나 전신으로 퍼져 나간다. 그러나, 안면이나 손바닥, 발바닥에는 나타나지 않는다. 대개 중독증상이 뚜렷하게 나타나지만, 2주 후에는 비교적 단기간에 열이 내리고 급속하게 상태가 호전된다.

### 발진열
- 복통
- 요통
- 마른 기침
- 두통
- 뼈마디의 쑤심
- 메스꺼움
- 구토

### 발진티푸스
- 한기
- 기침
- 섬망
- 40도 이상의 고열
- 저혈압
- 발진
- 빛에 민감함
- 심각한 두통
- 심각한 근육통
- 인사불성

## 역사 속의 티푸스

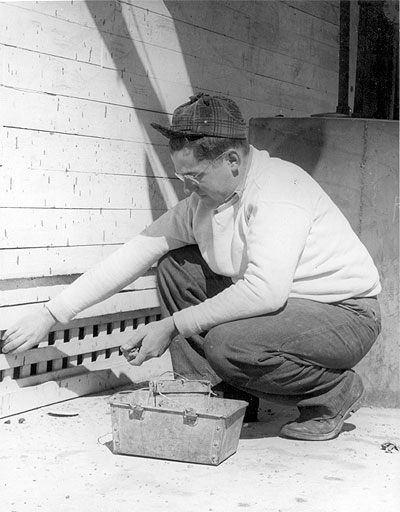
Civilian Public Service 티푸스구제를 위해서 한 일꾼이 쥐약을 살포 중이다. Gulfport, Mississippi, ca. 1945.

티푸스에 관한 믿을만한 이야기로 여길 수 있는 첫 번째 것은 1489년에 있었다. 스페인 그라나다에서 무슬림과 맞붙게 된 기독교 군대는 티푸스로만 1만 7천여 명을 잃었다. 이 수치는 전투 중 나온 3000명의 전사자와 크게 비교된다. 병은 팔, 등, 가슴을 가리지 않고 전체에 나타난 붉은 점들과 망상 및 괴저 그리고 썩어가는 살덩이 등의 증상으로 나타났다.
감옥에서도 티푸스는 유명세를 떨쳤다.(물론 감옥과 같이 북적거리며 이가 넘쳐나는 공간은 모두 티푸스의 천국이다.) 감옥열(jail fever or gaol fever) 이라고 불릴 정도로 티푸스는 어둡고 좁은 감옥에서 매우 유행했다. 그랬기에, “다음 선고까지 투옥” 하라는 말은 사형선고와 다름없을 정도였다. 티푸스의 전염성은 이제 막 재판장으로 불려 들여온 죄수에 의해 재판장 전체가 감염될 정도로 심각했다. 1577년 영국 옥프퍼드에서 열린 재판이 대표적인 예이다. 당시 재판장(Lord Chief Baron of the Exchequer)이었던 Sir Robert Bell을 포함한 300명이 발진티푸스에 감염되어 사망하였다. 후에 이 사건은 Black Assize로 불 릴 정도로 유명한 일화가 되었다. 1730년 Taunton에서 열린 또 다른 재판에서도 티푸스는 재판장 과 주장관을 포함한 많은 사망자를 냈다.

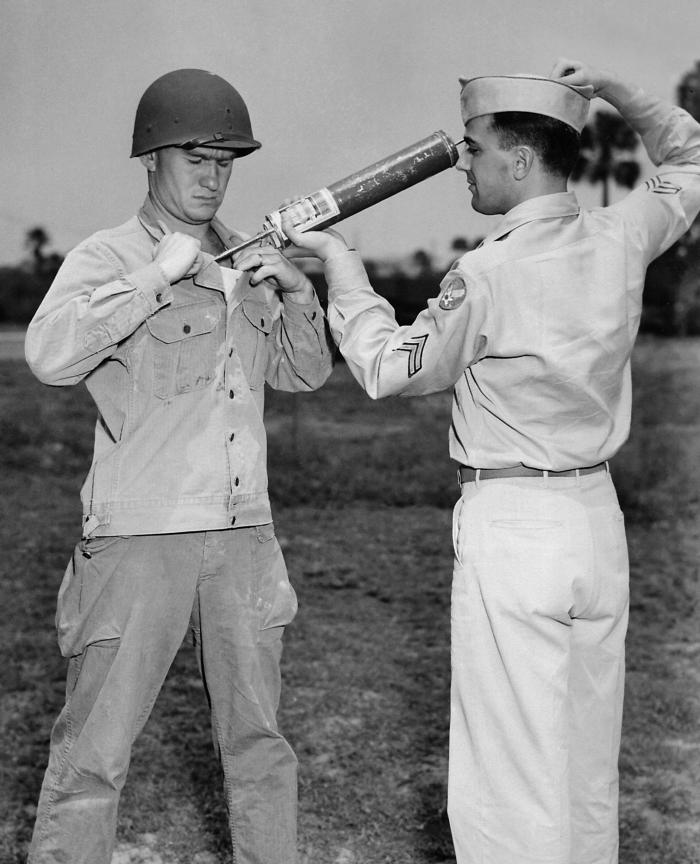
한 병사가 DDT를 살포 중이다. DDT는 티푸스를 옮기는 이를 없애는 용도로 사용되었다.

16세기에서 19세기까지 유럽 전역에서 티푸스는 대 유행을 했다. 신성로마제국의 30년 전쟁과 나폴레옹 전쟁 때에도 질병은 빠지지 않고 돌았다. 30년 전쟁에서는 무려 8백만 명이 림프절 페스트와 티푸스로 희생됐다..
1812년 모스크바에서 후퇴하던 나폴레옹의 군대는 러시아인에 의해 당한 수 보다 티푸스에 의해 사망한 수가 많았다. 아일랜드에서도 티푸스는 재앙을 가져왔다. 1816년 전 세계적으로 떨어진 기온, 여름이 사라진 해라고 불림,은 기근을 가져왔다. 기근이 있는 동안 100,000명의 아이랜드 사람이 비명횡사했다. 1830년 티푸스는 다시 그 모습을 드러냈다. 그리고 재앙은 끝나지 않았다. 1846년과 1849년 아일랜드를 휩쓴 대 기근은 엄청난 티푸스의 유행을 동반했다. 아일랜드에서 유행한 티푸스는 영국으로 번졌다. 그래서 티푸스를 “아일랜드 열(irish fever)”이라고 부르기도 했다. 당시 사회 환경상 이를 피하는 것은 사실상 힘들었다. 그랬기에 티푸스는 사회 계층 전체에 피해를 가져왔다. 하지만 잘 씻을 수 없었던 사회 하층민들에게 그 피해는 집중되었다.
미국도 예외는 아니었다. 1837년 필라델피아를 강타한 티푸스로 1843년 14대 대통령 Franklin Pierce는 그의 아들을 잃어야 했다. 1865년과 1873년 사이 Baltimore, Memphis 그리고 Washington DC에 몇 차례의 유행이 이어졌다. 남북 전쟁시에도 티푸스는 엄청난 살인마로서의 면목을 보여줬다. 물론 전쟁 당시 가장 영향력이 컸던 병은 장티푸스였지만 티푸스 역시 이에 못지 않았다.
1차 세계 대전 당시 티푸스는 3백만의 러시아인을 죽음으로 몰아갔다. 폴란드와 루마니아는 훨씬 더했다. 군은 서부전선에 이를 없애기 위한 센터를 세웠다. 하지만 병은 역으로 동부 전선을 공격했다. 이윽고 세르비아에서만 150,000명이 죽는 엄청난 결과가 나왔다. 전체 감염자의 10에서40퍼센트가 사망에 이른 것으로 추정 된다. 그리고 간호를 하는 사람들 사이에서는 티푸스가 주요 사망원이었다. 1918년에서 1922년 사이 티푸스는 2~3천만 환자들 중 3백만을 죽음으로 몰아넣었다. DDT의 발명은 전후 혼란스러웠던 유럽 전역의 피난민들 사이의 티푸스 대유행을 멈추게 만들었다.
나치 강제 수용소의 수감자들도 티푸스를 피해 갈 수 없었다; 티푸스 피해자들의 거대한 무덤은 Bergen-Belsen 수용소를 찍은 화면에 잘 나타나있다. 15세의 안네 프랑크 자매 역시 이로 인해 세상을 떴다.
1차 대전과 2차 대전 사이 폴란드의 동물학자인 Rudolf Weigl에 의해 티푸스 백신이 처음으로 개발되었다. 이어서 조금 덜 위험하고 싼 백신이 2차 대전 중에 개발되었다.

이 밖에도 동유럽, 아시아 그리고 아프리카에서도 몇 차례의 유행이 있어왔다.

## 예방 및 치료
잔류성 살충제를 옷에 뿌리거나, 제거하려는 이에 유효한 약제를 사용하고 주위를 항상 청결하게 유지함으로써 예방할 수 있다. 테트라시클린이나 클로람페니콜을 경구투여함으로써 치료할 수 있다.

## 발생지역
멕시코 산악지대, 중앙아메리카, 남아메리카, 중앙아프리카, 아시아, 유럽 여러 나라 등

## 같이 보기
- 유행발진티푸스